# Госсик, Сюзанна
Сюзанна Госсик (англ. Susanne Gossick; род. 12 ноября 1947, Чикаго, Иллинойс) — американская прыгунья в воду, чемпионка летних Олимпийских игр 1968 года по прыжкам в воду с трёхметрового трамплина.

## Биография

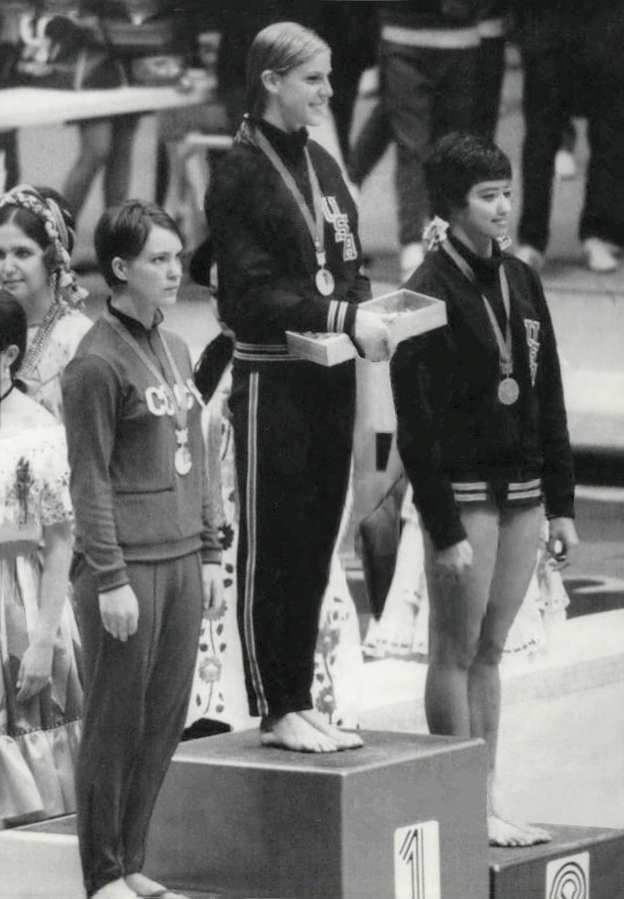
Госсик во время вручения золотой медали на Олимпийских играх

Сюзанна Госсик родилась в 1947 году в Чикаго. Она начала заниматься прыжками в воду во время учёбы в старшей школе штата Калифорнии. Её тренером вначале был отец Густав Госсик, в дальнейшем занималась у Лайл Дрейвс. В 1957 году Комитет олимпийского развития США назвал 9-летнюю Сюзанну «будущей олимпийской чемпионкой».
Сюзанна принимала участие в летних Олимпийских играх 1964 года в Токио и заняла четвёртое место в прыжке в воду с трёхметрового трамплина. На Панамериканских играх 1967 года в Виннипеге Госсик победила в прыжке с трёхметрового трамплина. На летних Олимпийских играх 1968 года в Мехико она повторила своё достижение. Её победа стала неожиданностью, так как на отборочных испытаниях США она заняла третье место.
Госсик пять раз побеждала на соревнованиях Любительского спортивного союза. В 1967 году газета Los Angeles Times удостоила спортсменку титула «Женщина года». Тем самым Госсик стала самой юной обладательницей этого титула. В 1988 году она была включена в Зал Славы мирового плавания.